# Liga Mexicana del Pacífico 2023-24
La Temporada 2023-24 de la Liga Mexicana del Pacífico fue la 66.ª edición, que dio inicio el 13 de octubre de 2023 con la visita de los Sultanes de Monterrey a los Águilas de Mexicali, los Mayos de Navojoa visitaron a los Cañeros de Los Mochis, mientras que los Venados de Mazatlán visitaron a los Charros de Jalisco. El resto de los juegos inaugurales se realizó el 14 y 15 de octubre, dando inicio al rol regular el 17 de octubre.
La primera vuelta terminó el 23 de noviembre y la segunda vuelta finalizó el 30 de diciembre de 2023.
El campeón fue Naranjeros de Hermosillo, quien barrió en la serie final a Venados de Mazatlán y consiguió su título 17 después de 10 años.

## Sistema de competencia

### Temporada regular
La temporada regular se divide en dos vueltas, para totalizar 68 partidos para cada uno de los 10 equipos. 
La primera vuelta está integrada de 35 juegos y la segunda de 33 juegos para cada club. Al término de cada vuelta, se asigna a cada equipo una puntuación conforme a la posición que ocuparon en el standing, bajo el siguiente esquema:
- Primera posición: 10 puntoss
- Segunda: 9 puntos
- Tercera: 8 puntos
- Cuarta: 7 puntos
- Quinta: 6 puntos
- Sexta: 5,5 puntos
- Séptima: 5 puntos
- Octava: 4,5 puntos
- Novena: 4 puntos
- Décima: 3,5 puntos

Al concluir el rol regular, se realiza un "Standing de Puntos" donde clasificarán los 8 equipos que hayan sumado más puntos considerando las dos mitades. En los casos de empate en puntos, se aplican los siguientes criterios para desempate:
1. Mayor porcentaje de juegos ganados y perdidos entre los equipos empatados.
2. Dominio entre los clubes empatados.

Con el fin de transparentar totalmente el criterio del dominio, se precisa lo siguiente:
a) Que cuando dos equipos queden empatados en juegos ganados y perdidos, la mayor puntuación se otorgará al equipo que le haya ganado más juegos al rival.
b) Cuando tres o más equipos quedasen empatados en el porcentaje de juegos ganados y perdidos, la regla del dominio solo procederá si uno de los equipos empatados tiene dominio sobre la totalidad de los otros equipos.
c) Esta regla no procederá cuando habiendo empatados en juegos ganados y perdidos tres o más equipos el dominio haya sido alterno.
3.º-  Mayor porcentaje de “run-average” general de los equipos involucrados (TCA*100 / TCR).
4.º-  Sorteo.

### Play-off
Se enfrentarán el 1.º vs el 8.º , el 2.º vs el 7.º , el 3.º vs. el 6.º y el 4.º vs. el 5.º Lugares del Standing General de puntos, en una serie de 7 juegos a ganar 4, iniciándose la serie en casa de los ocupantes del 1.º ,  2.º , 3.º y 4.º lugares, bajo el sistema de 2 – 3 – 2 (casa-gira-casa).

### Semifinal
Una vez definidos los 4 equipos que jugarán la semifinal se cancela el sistema de puntuación de las dos vueltas.
La series semifinales serán también a ganar 4 de 7 juegos posibles, bajo el sistema de 2-3-2, enfrentándose el 1.º vs el 4.º y el 2.º vs el 3.º lugares del Standing General de ganados y perdidos. Las series se iniciarán en casa del 1.º y 2.º Lugares del Standing General de ganados y perdidos.

### Final
Los dos equipos ganadores de la semifinal se enfrentarán por el Campeonato de la LMP en una serie de 7 juegos a ganar 4, bajo el sistema 2-3-2, iniciándose la serie en casa del mejor clasificado del Standing General de ganados y perdidos.

## Equipos participantes
| Liga Mexicana del Pacífico 2023-24 |           |                     |                           |                          |           |
| Equipo                             | Fundación | Mánager             | Ciudad                    | Estadio                  | Capacidad |
| Águilas de Mexicali                | 1948      | Roberto Vizcarra    | Mexicali, Baja California | Nido de los Águilas      | 17,000    |
| Algodoneros de Guasave             | 1970      | Oscar Robles        | Guasave, Sinaloa          | Kuroda Park              | 8,000     |
| Cañeros de Los Mochis              | 1947      | Félix Fermín        | Los Mochis, Sinaloa       | Chevron Park             | 12,000    |
| Charros de Jalisco                 | 1946      | Benjamín Gil        | Guadalajara, Jalisco      | Charros                  | 16,500    |
| Mayos de Navojoa                   | 1950      | Matías Carrillo     | Navojoa, Sonora           | Manuel Ciclón Echeverría | 11,500    |
| Naranjeros de Hermosillo           | 1945      | Juan Gabriel Castro | Hermosillo, Sonora        | Fernando Valenzuela      | 16,000    |
| Sultanes de Monterrey              | 1939      | Vinicio Castilla    | Monterrey, Nuevo León     | Mobil Super              | 21,906    |
| Tomateros de Culiacán              | 1965      | Alfredo Amézaga     | Culiacán, Sinaloa         | Tomateros                | 21,000    |
| Venados de Mazatlán                | 1945      | Luis Carlos Rivera  | Mazatlán, Sinaloa         | Teodoro Mariscal         | 16,000    |
| Yaquis de Ciudad Obregón           | 1947      | Gerardo Álvarez     | Ciudad Obregón, Sonora    | Yaquis                   | 16,000    |

## Standings
- Actualizado el 31 de diciembre de 2023.[2]

### Primera vuelta
| Equipos                  | JJ | JG | JP | PCT  | JV   | PTS  |
| ------------------------ | -- | -- | -- | ---- | ---- | ---- |
| Algodoneros de Guasave   | 35 | 23 | 12 | .657 | -    | 10.0 |
| Mayos de Navojoa         | 32 | 18 | 14 | .563 | 3.5  | 9.0  |
| Tomateros de Culiacán    | 33 | 18 | 15 | .545 | 4.0  | 8.0  |
| Cañeros de Los Mochis    | 35 | 19 | 16 | .543 | 4.0  | 7.0  |
| Venados de Mazatlán      | 35 | 17 | 18 | .486 | 6.0  | 6.0  |
| Naranjeros de Hermosillo | 35 | 17 | 18 | .486 | 6.0  | 5.5  |
| Águilas de Mexicali      | 35 | 17 | 18 | .486 | 6.0  | 5.0  |
| Yaquis de Ciudad Obregón | 35 | 17 | 18 | .486 | 6.0  | 4.5  |
| Charros de Jalisco       | 35 | 13 | 22 | .371 | 10.0 | 4.0  |
| Sultanes de Monterrey    | 30 | 11 | 19 | .367 | 9.5  | 3.5  |

### Segunda vuelta
| Equipos                  | JJ | JG | JP | PCT  | JV   | PTS  |
| ------------------------ | -- | -- | -- | ---- | ---- | ---- |
| Charros De Jalisco       | 33 | 22 | 11 | .667 | -    | 10.0 |
| Naranjeros De Hermosillo | 33 | 20 | 13 | .606 | 2.0  | 9.0  |
| Venados De Mazatlán      | 33 | 19 | 14 | .576 | 3.0  | 8.0  |
| Cañeros De Los Mochis    | 33 | 17 | 16 | .515 | 5.0  | 7.0  |
| Águilas De Mexicali      | 33 | 17 | 16 | .515 | 5.0  | 6.0  |
| Yaquis De Ciudad Obregon | 33 | 16 | 17 | .485 | 6.0  | 5.5  |
| Tomateros De Culiacán    | 33 | 16 | 17 | .485 | 6.0  | 5.0  |
| Algodoneros De Guasave   | 33 | 16 | 17 | .485 | 6.0  | 4.5  |
| Sultanes De Monterrey    | 33 | 15 | 18 | .455 | 7.0  | 4.0  |
| Mayos De Navojoa         | 33 | 7  | 26 | .212 | 15.0 | 3.5  |

### General
| Equipos                  | JJ | JG | JP | PCT  | JV   |
| ------------------------ | -- | -- | -- | ---- | ---- |
| Algodoneros De Guasave   | 68 | 39 | 29 | .574 | -    |
| Naranjeros De Hermosillo | 68 | 37 | 31 | .544 | 2.0  |
| Cañeros De Los Mochis    | 68 | 36 | 32 | .529 | 3.0  |
| Venados De Mazatlán      | 68 | 36 | 32 | .529 | 3.0  |
| Tomateros De Culiacán    | 66 | 34 | 32 | .515 | 4.0  |
| Charros De Jalisco       | 68 | 35 | 33 | .514 | 4.0  |
| Águilas De Mexicali      | 68 | 34 | 34 | .500 | 5.0  |
| Yaquis De Ciudad Obregon | 68 | 33 | 35 | .485 | 6.0  |
| Sultanes De Monterrey    | 63 | 26 | 37 | .413 | 10.5 |
| Mayos De Navojoa         | 65 | 25 | 40 | .385 | 12.5 |

### Puntos
| Equipos                  | 1V   | 2V   | TOTAL |
| ------------------------ | ---- | ---- | ----- |
| Algodoneros de Guasave   | 10.0 | 4.5  | 14.5  |
| Naranjeros De Hermosillo | 5.5  | 9.0  | 14.5  |
| Cañeros De Los Mochis    | 7.0  | 7.0  | 14.0  |
| Venados De Mazatlán      | 6.0  | 8.0  | 14.0  |
| Charros De Jalisco       | 4.0  | 10.0 | 14.0  |
| Tomateros De Culiacán    | 8.0  | 5.0  | 13.0  |
| Mayos De Navojoa         | 9.0  | 3.5  | 12.5  |
| Águilas De Mexicali      | 5.0  | 6.0  | 11.0  |
| Yaquis De Ciudad Obregón | 4.5  | 5.5  | 10.0  |
| Sultanes de Monterrey    | 3.5  | 4.0  | 7.5   |

| Avanza a los playoffs |

| Eliminados |

## Playoffs
|  | Primer Play Off | Primer Play Off | Primer Play Off |            |   | Semifinales      | Semifinales      | Semifinales      |  |   | Final            | Final            | Final            |  |
|  | 1 - 9 de enero  | 1 - 9 de enero  | 1 - 9 de enero  |            |   | 11 - 19 de enero | 11 - 19 de enero | 11 - 19 de enero |  |   | 20 - 28 de enero | 20 - 28 de enero | 20 - 28 de enero |  |
|  |                 |                 |                 |            |   |                  |                  |                  |  |   |                  |                  |                  |  |
|  |                 |                 |                 |            |   |                  |                  |                  |  |   |                  |                  |                  |  |
|  | 8               | Mexicali        | 4               |            |   |                  |                  |                  |  |   |                  |                  |                  |  |
|  | 8               | Mexicali        | 4               |            |   |                  |                  |                  |  |   |                  |                  |                  |  |
|  | 1               | Guasave         | 3               |            |   |                  |                  |                  |  |   |                  |                  |                  |  |
|  | 1               | Guasave         | 3               |            | 8 | Mexicali         | 0                |                  |  |   |                  |                  |                  |  |
|  |                 |                 |                 |            | 8 | Mexicali         | 0                |                  |  |   |                  |                  |                  |  |
|  |                 |                 | 2               | Hermosillo | 4 |                  |                  |                  |  |   |                  |                  |                  |  |
|  | 7               | Navojoa         | 2               | Hermosillo | 4 | 1                |                  |                  |  |   |                  |                  |                  |  |
|  | 7               | Navojoa         |                 |            |   |                  |                  |                  |  |   |                  |                  |                  |  |
|  | 2               | Hermosillo      | 4               |            |   |                  |                  |                  |  |   |                  |                  |                  |  |
|  | 2               | Hermosillo      | 4               |            |   |                  |                  |                  |  | 2 | Hermosillo       | 4                |                  |  |
|  |                 |                 |                 |            |   |                  |                  |                  |  | 2 | Hermosillo       | 4                |                  |  |
|  |                 |                 | 4               | Mazatlán   | 0 |                  |                  |                  |  |   |                  |                  |                  |  |
|  | 6               | Culiacán        | 4               | Mazatlán   | 0 | 4                |                  |                  |  |   |                  |                  |                  |  |
|  | 6               | Culiacán        |                 |            |   |                  |                  |                  |  |   |                  |                  |                  |  |
|  | 3               | Los Mochis      | 1               |            |   |                  |                  |                  |  |   |                  |                  |                  |  |
|  | 3               | Los Mochis      | 1               |            | 6 | Culiacán         | 1                |                  |  |   |                  |                  |                  |  |
|  |                 |                 |                 |            | 6 | Culiacán         | 1                |                  |  |   |                  |                  |                  |  |
|  |                 |                 | 4               | Mazatlán   | 4 |                  |                  |                  |  |   |                  |                  |                  |  |
|  | 5               | Jalisco         | 4               | Mazatlán   | 4 | 2                |                  |                  |  |   |                  |                  |                  |  |
|  | 5               | Jalisco         |                 |            |   |                  |                  |                  |  |   |                  |                  |                  |  |
|  | 4               | Mazatlán        | 4               |            |   |                  |                  |                  |  |   |                  |                  |                  |  |
|  | 4               | Mazatlán        | 4               |            |   |                  |                  |                  |  |   |                  |                  |                  |  |
|  |                 |                 |                 |            |   |                  |                  |                  |  |   |                  |                  |                  |  |

### Primer Play Off
| Equipos                  | JJ | JG | JP | JV  | PCT  |
| ------------------------ | -- | -- | -- | --- | ---- |
| Tomateros De Culiacán    | 5  | 4  | 1  | -   | .800 |
| Naranjeros De Hermosillo | 5  | 4  | 1  | -   | .800 |
| Venados De Mazatlán      | 6  | 4  | 2  | -   | .667 |
| Águilas De Mexicali      | 7  | 4  | 3  | -   | .571 |
| Algodoneros De Guasave   | 7  | 3  | 4  | 1.0 | .429 |
| Charros De Jalisco       | 6  | 2  | 4  | 2.5 | .333 |
| Cañeros De Los Mochis    | 5  | 1  | 4  | 3.0 | .200 |
| Mayos De Navojoa         | 5  | 1  | 4  | 3.0 | .200 |

| Avanza a semifinales |

| Eliminados |

### Semifinales
| Equipos                  | JJ | JG | JP | JV  | PCT   |
| ------------------------ | -- | -- | -- | --- | ----- |
| Naranjeros De Hermosillo | 4  | 4  | 0  | -   | 1.000 |
| Venados De Mazatlán      | 5  | 4  | 1  | -   | .800  |
| Tomateros De Culiacán    | 5  | 1  | 4  | 3.0 | .200  |
| Águilas De Mexicali      | 4  | 0  | 4  | 4.0 | .000  |

| Avanza a la Final |

| Eliminados |

### Final
| Equipos                  | JJ | JG | JP | JV  | PCT 1-7 |
| ------------------------ | -- | -- | -- | --- | ------- |
| Naranjeros de Hermosillo | 4  | 4  | 0  | -   | 1.000   |
| Venados de Mazatlán      | 4  | 0  | 4  | 4.0 | .000    |

| Campeón |

## Cuadro de honor
| Equipos                  | Posición   |
| ------------------------ | ---------- |
| Naranjeros de Hermosillo | Campeón    |
| Venados de Mazatlán      | Subcampeón |
| Tomateros de Culiacán    | 3.º Lugar  |
| Águilas de Mexicali      | 4.º Lugar  |
| Algodoneros De Guasave   | 5.º Lugar  |
| Charros De Jalisco       | 6.º Lugar  |
| Cañeros De Los Mochis    | 7.º Lugar  |
| Mayos De Navojoa         | 8.º Lugar  |
| Yaquis de Ciudad Obregón | 9.º Lugar  |
| Sultanes de Monterrey    | 10.º Lugar |

## Líderes
A continuación se muestran los lideratos tanto individuales como colectivos de los diferentes departamentos de bateo y de pitcheo

### Bateo
| Categoría               | Individual                        | Marca | Colectivo   | Marca |
| ----------------------- | --------------------------------- | ----- | ----------- | ----- |
| Porcentaje              | Taiki Sekine (OBR)                | .345  | Por Definir | -     |
| Carreras Producidas     | Kennys Vargas (MXL)               | 54    | Por Definir | -     |
| Home Runs               | Japhet Amador (JAL)               | 15    | Por Definir | -     |
| Carreras Anotadas       | Allen Córdoba (OBR)               | 49    | Por Definir | -     |
| Hits                    | Allen Córdoba (OBR)               | 81    | Por Definir | -     |
| Dobles                  | Yadir Drake (GSV)                 | 16    | Por Definir | -     |
| Triples                 | Ramiro Peña (MAZ) Leo Heras (MXL) | 4     | Por Definir | -     |
| Bases Robadas           | José Cardona (HMO)                | 33    | Por Definir | -     |
| Slugging                | Max Murphy (NAV)                  | .570  | Por Definir | -     |
| Porcentaje de Embasarse | Norberto Obeso (MXL)              | .457  | Por Definir | -     |

### Pitcheo
| Categoría        | Individual  | Marca | Colectivo   | Marca |
| ---------------- | ----------- | ----- | ----------- | ----- |
| Efectividad      | Por Definir | -     | Por Definir | -     |
| Juegos Ganados   | Por Definir | -     | Por Definir | -     |
| Ponches          | Por Definir | -     | Por Definir | -     |
| Juegos Salvados  | Por Definir | -     | Por Definir | -     |
| Juegos Lanzados  | Por Definir | -     |             |       |
| Innings Lanzados | Por Definir | -     | Por Definir | -     |
| Juegos Completos | Por Definir | -     | Por Definir | -     |
| Blanqueadas      | Por Definir | -     | Por Definir | -     |

## Designaciones
| Designación                           | Trofeo             | Ganador       | Equipo                |
| ------------------------------------- | ------------------ | ------------- | --------------------- |
| Jugador Más Valioso                   | Héctor Espino      | Japhet Amador | Charros de Jalisco    |
| Pitcher del Año                       | Vicente Romo       | Manny Barreda | Tomateros de Culiacán |
| Relevista del Año                     | Isidro Márquez     | Elkin Alcalá  | Venados de Mazatlán   |
| Novato del año                        | Baldomero Almada   | Jared Serna   | Charros de Jalisco    |
| Mánager del Año                       | Benjamín Reyes     | Benjamín Gil  | Charros de Jalisco    |
| Mánager Campeón                       | Francisco Estrada  | Por definir   | Por definir           |
| Jugador Más Valioso de la Serie Final |                    | Por definir   | Por definir           |
| Campeón de Bateo                      | Matías Carrillo    | Por definir   | Por definir           |
| Campeón de Pitcheo                    |                    | Por definir   | Por definir           |
| Campeón de Cuadrangulares             | Ronnie Camacho     | Por definir   | Por definir           |
| Ejecutivo del año                     | Horacio López Díaz | Por definir   | Por definir           |
| Gerente del año                       | Abundio Vargas     | Por definir   | Por definir           |

## Guantes de Oro
A continuación se muestran a los ganadores de los Guantes de Oro de la temporada.
| Posición | Jugador     | Equipo      |
| C        | Por Definir | Por Definir |
| 1B       | Por Definir | Por Definir |
| 2B       | Por Definir | Por Definir |
| 3B       | Por Definir | Por Definir |
| SS       | Por Definir | Por Definir |
| JI       | Por Definir | Por Definir |
| JC       | Por Definir | Por Definir |
| JD       | Por Definir | Por Definir |
| P        | Por Definir | Por Definir |

## Asistencia de público
Por Definir